# Fushë-Krujë
Fushë-Krujë  è una frazione del comune di Croia in Albania (prefettura di Durazzo).
Fino alla riforma amministrativa del 2015 era comune autonomo, dopo la riforma è stato accorpato, insieme agli ex-comuni di Croia, Bubq, Cudhi, Kodër Thumanë e Nikël a costituire la municipalità di Croia.

## Località
Il comune era formato dall'insieme delle seguenti località:
- Fushe-Kruje
- Arrameras
- Luz
- Hasan
- Larushk
- Halil